# Užice (stacja kolejowa)
Užice (serb. Ужице) – stacja kolejowa w Užicach, w okręgu zlatiborskim, w Serbii.
Stacja znajduje się na ważnej magistrali Belgrad – Bar. Została zbudowana w dolinie rzeki Đetinja.

## Linie kolejowe
- Linia Belgrad – Bar